# Alpaida sumare
Alpaida sumare är en spindelart som beskrevs av Levi 1988. Alpaida sumare ingår i släktet Alpaida och familjen hjulspindlar. Inga underarter finns listade i Catalogue of Life.